# Malus spontanea
Malus spontanea är en rosväxtart som först beskrevs av Tomitaro Makino, och fick sitt nu gällande namn av Tomitaro Makino. Malus spontanea ingår i släktet aplar, och familjen rosväxter. Inga underarter finns listade i Catalogue of Life.